# Luis González de Estrada
Luis González de Estrada (n. hacia 1534) fue un conquistador español de Costa Rica, que en 1574 sometió al rey de los huetares Garabito, uno de los principales líderes de la resistencia indígena contra la conquista española. A veces se le menciona simplemente como Luis de Estrada.

## Biografía
Se ignora si era originario de España o hijo de españoles establecidos en Nicaragua, provincia donde se hallaba en 1560, cuando se unió a la expedición que estaba organizando el presbítero Juan de Estrada Rávago y Añez para explorar y colonizar el litoral caribeño de Costa Rica. Fue uno de los fundadores de la efímera villa del Castillo de Austria establecida por ese clérigo en la bahía del Almirante y después trasladada a la boca del río Suerre. Fracasada la expedición de Estrada Rávago, el joven González de Estrada regresó a Nicaragua, pero al poco tiempo se trasladó a Costa Rica, donde ya Juan de Cavallón y Arboleda había fundado la ciudad del Castillo de Garcimuñoz. En 1563 participó en la expedición realizada por Juan Vázquez de Coronado a Quepo y a Couto.
En 1567 era regidor de la ciudad de Cartago , cargo que conservaba en enero de 1569  , cuando en el ilegal reparto de encomiendas efectuado por el gobernador Perafán de Ribera el 12 de ese mes se le adjudicaron 400 indígenas en Turrialba. Sin duda no había perdido el espíritu aventurero, porque en 1570 acompañó a Afán de Ribera en su penosa y por demás desastrosa expedición al sudeste y el sur de la provincia. En 1571 participó en la fundación de la ciudad de Nombre de Jesús, donde se le asignó un solar   y se le nombró alcalde de la Santa Hermandad.

Abandonada la ciudad de Nombre de Jesús en 1572, el capitán González de Estrada regresó a establecerse nuevamente en Cartago. En 1574 el alcalde mayor Alonso Anguciana de Gamboa lo envió al mando de una fuerza para someter al rey Garabito, que nunca había dado la obediencia a los españoles y estaba oculto en el valle de Coyoche, en la región del Pacífico central. Según una información de 1602, relativa a los servicios del conquistador Matías de Palacios:

“… fue el capitán Luis Gonzales Destrada con una compañía de soldados, y el dicho Matía de Palacios con él, al Valle de Coyoche donde sacaron al cacique Garavito e se batizó e pobló él é más de tres mil ánimas é se poblaron en pueblo formado; é luego se mudó la ciudad de Aranjuez al Valle de Coyoche y la pusieron y fundaron la ciudad del Espíritu Santo, donde hubo mucho número de Hespañoles poblados en ciudad formada en servicios de Dios nuestro señor y de su magestad; y con esto se rreduxo toda la tierra é dieron el dominio é vasallaje a su magestad, mediante lo qual está toda la tierra quieta y pacífica por ser el dicho Valle la entrada y llave de esta provincia..."

Con Garabito y sus súbditos se formó la reducción de Santa Catalina de Garabito, que subsistió hasta fines del siglo XVIII.

González de Estrada fue alcalde ordinario de Cartago en 1575. Consta que en abril de 1577 era otra vez regidor de esa ciudad  y que todavía desempeñaba ese cargo en febrero de 1579. No hay datos sobre su vida posterior, y es de presumir que para enero de 1602, cuando su edad hubiera frisado en los sesenta y siete años, ya había muerto, puesto que no se le citó como testigo en la información en la que se hacía alusión al sometimiento de Garabito y donde su declaración sin duda hubiera tenido mucho peso. Dado que no se conservan partidas sacramentales ni protocolos notariales costarricenses del siglo XVI, tampoco se sabe si se casó o dejó descendencia.
- Datos: Q28501611